# World RX de Noruega 2014
El World RX de Noruega 2014, oficialmente Rallycross of Norway fue la tercera prueba de la Temporada 2014 del Campeonato Mundial de Rallycross. Se celebró del 14 al 15 de junio de 2014 en el Lånkebanen ubicado en la localidad de Hell, Nord-Trøndelag, Noruega. Esta prueba del campeonato compartió fecha con el Campeonato de Europa de Rallycross.
La prueba fue ganada por Reinis Nitišs quien consiguió su primera victoria de la temporada y de su carrera a bordo de su Ford Fiesta ST, Petter Solberg término en segundo lugar en su Citroën DS3 y Ken Block finalizó tercero con su Ford Fiesta ST.

## Series
| Pos.            | No. | Piloto                | Equipo                      | Auto            | H1   | H2   | H3   | H4   | Pts |
| --------------- | --- | --------------------- | --------------------------- | --------------- | ---- | ---- | ---- | ---- | --- |
| 1               | 33  | Liam Doran            | Monster Energy World RX     | Citroën DS3     | 4º   | 1º   | 1º   | 7º   | 16  |
| 2               | 15  | Reinis Nitišs         | Olsbergs MSE                | Ford Fiesta ST  | 1º   | 2º   | 8º   | 4º   | 15  |
| 3               | 1   | Timur Timerzyanov     | Team Peugeot-Hansen         | Peugeot 208 T16 | 6º   | 4º   | 2º   | 3º   | 14  |
| 4               | 57  | Toomas Heikkinen      | Marklund Motorsport         | Volkswagen Polo | 2º   | 5º   | 12º  | 2º   | 13  |
| 5               | 11  | Petter Solberg        | PSRX                        | Citroën DS3     | 15º  | 3º   | 6º   | 1º   | 12  |
| 6               | 3   | Timmy Hansen          | Team Peugeot-Hansen         | Peugeot 208 T16 | 3º   | 13º  | 5º   | 5º   | 11  |
| 7               | 92  | Anton Marklund        | Marklund Motorsport         | Volkswagen Polo | 8º   | 7º   | 3º   | 21º  | 10  |
| 8               | 43  | Ken Block             | Hoonigan Racing Division    | Ford Fiesta ST  | 21º  | 6º   | 7º   | 16º  | 9   |
| 9               | 73  | Daniel Holten         | Olsbergs MSE                | Ford Fiesta ST  | 7º   | 29º  | 11º  | 6º   | 8   |
| 10              | 7   | Emil Öhman            | Öhman Racing                | Citroën DS3     | 10º  | 9º   | 18º  | 17º  | 7   |
| 11              | 88  | Henning Solberg       | Eklund Motorsport           | Saab 9-3        | 14º  | 19º  | 9º   | 13º  | 6   |
| 12              | 13  | Andreas Bakkerud      | Olsbergs MSE                | Ford Fiesta ST  | 31.º | 12º  | 4º   | 11º  | 5   |
| 13              | 8   | Peter Hedström        | Hedströms Motorsport        | Škoda Fabia     | 11º  | 11º  | 26º  | 12º  | 4   |
| 14              | 5   | Pontus Tidemand       | EKS RX                      | Audi S1         | 16º  | 8º   | 20º  | 19º  | 3   |
| 15              | 25  | Jacques Villeneuve    | Albatec Racing              | Peugeot 208     | 9º   | 16º  | 14º  | 26º  | 2   |
| 16              | 24  | Tommy Rustad          | HTB Racing                  | Volvo C30       | 12º  | DNF  | 10º  | 10º  | 1   |
| 17              | 48  | Lukas Walfridson      | Helmia Motorsport           | Renault Clio    | 17º  | 14º  | 23º  | 14º  |     |
| 18              | 99  | Tord Linnerud         | Helmia Motorsport           | Renault Clio    | 24º  | 17º  | 13º  | 18º  |     |
| 19              | 44  | Krzysztof Skorupski   | Monster Energy World RX     | Citroën DS3     | 13º  | 15º  | DNF  | 9º   |     |
| 20              | 10  | Mattias Ekström       | EKS RX                      | Audi S1         | 19.º | 22.º | 30.º | 8º   |     |
| 21              | 4   | Robin Larsson         | Larsson Jernberg Motorsport | Audi A1         | DNS  | 10º  | 17º  | 15º  |     |
| 22              | 32  | Ole-Kristian Nøttveit | Ole-Kristian Nøttveit       | Volvo C30       | 23º  | 24º  | 19º  | 23º  |     |
| 23              | 12  | Alexander Hvaal       | PSRX                        | Citroën DS3     | 20º  | 21º  | 15º  | DNF  |     |
| 24              | 14  | Frode Holte           | Frode Holte Motorsport      | Hyundai i20     | 25º  | 27º  | 16º  | 25º  |     |
| 25              | 74  | Jérôme Grosset-Janin  | Jérôme Grosset-Janin        | Renault Clio    | 5º   | 18º  | DNF  | DNF  |     |
| 26              | 66  | Derek Tohill          | LD Motorsports World RX     | Citroën DS3     | 30.º | 20.º | 31.º | 20º  |     |
| 27              | 37  | Pavel Koutný          | Czech National Team         | Ford Fiesta     | 22º  | 28º  | 24º  | DNF  |     |
| 28              | 30  | Morten Bergminrud     | Morten Bergminrud           | Citroën C4      | 33º  | 23º  | DNF  | 22º  |     |
| 29              | 54  | Jos Jansen            | JJ Racing                   | Ford Focus      | 29º  | 32º  | 29º  | 24º  |     |
| 30              | 36  | Stein Egil Jenssen    | Stein Egil Jenssen          | Ford Focus      | 32º  | 25º  | 22º  | DNF  |     |
| 31              | 47  | Ramona Karlsson       | Eklund Motorsport           | Saab 9-3        | DNF  | 31.º | 21º  | 28º  |     |
| 32              | 17  | Mats Öhman            | Öhman Racing                | Citroën DS3     | 28º  | 26º  | 27º  | DNF  |     |
| 33              | 22  | Koen Pauwels          | Koen Pauwels                | Ford Focus      | 18º  | 30.º | 28.º | 35.º |     |
| 34              | 35  | Ole Håbjørg           | Ole Håbjørg                 | Renault Clio    | 27º  | DNF  | DNF  | 27º  |     |
| 35              | 31  | Tore Kristoffersen    | Tore Kristoffersen          | Ford Fiesta     | 26º  | DNF  | 25º  | DNS  |     |
| Reporte Oficial |     |                       |                             |                 |      |      |      |      |     |

## Semifinales
Semifinal 1
| Pos.            | No. | Piloto            | Equipo                  | Tiempo    | Pts |
| --------------- | --- | ----------------- | ----------------------- | --------- | --- |
| 1               | 11  | Petter Solberg    | PSRX                    | 04:10.379 | 6   |
| 2               | 1   | Timur Timerzyanov | Team Peugeot-Hansen     | +0.168    | 5   |
| 3               | 88  | Henning Solberg   | Eklund Motorsport       | +3.170    | 4   |
| 4               | 92  | Anton Marklund    | Marklund Motorsport     | +3.525    | 3   |
| 5               | 33  | Liam Doran        | Monster Energy World RX | +10.740   | 2   |
| 6               | 73  | Daniel Holten     | Olsbergs MSE            | +38.274   | 1   |
| Reporte Oficial |     |                   |                         |           |     |

Semifinal 2
| Pos.            | No. | Piloto           | Equipo                   | Tiempo     | Pts |
| --------------- | --- | ---------------- | ------------------------ | ---------- | --- |
| 1               | 15  | Reinis Nitišs    | Olsbergs MSE             | 04:23.132  | 6   |
| 2               | 3   | Timmy Hansen     | Team Peugeot-Hansen      | +0.014     | 5   |
| 3               | 43  | Ken Block        | Hoonigan Racing Division | +2.306     | 4   |
| 4               | 57  | Toomas Heikkinen | Marklund Motorsport      | +3.667     | 3   |
| 5               | 13  | Andreas Bakkerud | Olsbergs MSE             | +5.921     | 2   |
| 6               | 7   | Emil Öhman       | Öhman Racing             | +5 Vueltas | 1   |
| Reporte Oficial |     |                  |                          |            |     |

## Final
| Pos.            | No. | Piloto            | Equipo                   | Tiempo    | Pts |
| --------------- | --- | ----------------- | ------------------------ | --------- | --- |
| 1               | 15  | Reinis Nitišs     | Olsbergs MSE             | 04:07.165 | 8   |
| 2               | 11  | Petter Solberg    | PSRX                     | +0.988    | 5   |
| 3               | 43  | Ken Block         | Hoonigan Racing Division | +3.892    | 4   |
| 4               | 1   | Timur Timerzyanov | Team Peugeot-Hansen      | +5.374    | 3   |
| 5               | 88  | Henning Solberg   | Eklund Motorsport        | +9.875    | 2   |
| 6               | 3   | Timmy Hansen      | Team Peugeot-Hansen      | +43.216   | 1   |
| Reporte Oficial |     |                   |                          |           |     |